# سوسک شاخه سیب
سوسک شاخه سیب (نام علمی: Hypothenemus obscurus) نام یک گونه از سرده سوسک‌های پوسته‌نشین خاوری است.